# Dianthus eugeniae
Dianthus eugeniae är en nejlikväxtart som beskrevs av Jurij Kleopov.
Dianthus eugeniae ingår i släktet nejlikor och familjen nejlikväxter. Inga underarter finns listade i Catalogue of Life.